# 挾間町内成
挾間町内成（はさままちうちなり）とは、大分県由布市内の大字。郵便番号は879-5517。

## 地理
由布市の中北部、大分川支流の由布川左岸に位置する。丘陵部となっており、「内成棚田」と呼ばれる水田が広がる。
別府市内成・古賀原は、1956年8月1日に挾間町から編入した地区である。
挾間町田代、挾間町朴木、別府市内成、別府市別府、別府市東山と接する。

## 歴史
- 1954年10月1日 - 大分郡挾間村・谷村・石城川村・由布川村が合併し、挾間村が成立。（大分郡挾間村）
- 1955年4月1日 - 町制施行し、挾間町となる。（大分郡挾間町大字内成）
- 1956年8月1日 - 挾間町の一部（内成・古賀原地区）が別府市に編入。
- 2005年10月1日 - 挾間町・庄内町・湯布院町で新設合併、市政施行で由布市が成立。大字表記および、小字、番地の「の」が廃止される。（由布市挾間町内成）[3]。

## 小・中学校の学区
市立小・中学校に通う場合、学区は以下の通りとなる。
| 町名       | 小学校               | 中学校             |
| ---------- | -------------------- | ------------------ |
| 挾間町内成 | 由布市立石城川小学校 | 由布市立挾間中学校 |

## 交通

### バス
かつては大分バス、亀の井バスが運行していたが、由布市が運営するコミュニティバスが運行している。

## 施設
- 由布川峡谷
- 別府の森ゴルフ倶楽部